# Robert Glasper
Robert Glasper (* 5. dubna 1978 Houston) je americký jazzový klavírista, skladatel a producent. Jeho matka byla zpěvačkou. Studoval jazz na newyorské univerzitě The New School. Zde se setkal se zpěvákem Bilalem Oliverem, s nímž začal spolupracovat. Spolupracoval s mnoha dalšími hudebníky, mezi které patří například Kanye West, Meshell Ndegeocello a Marcus Strickland. Ve své tvorbě užívá kromě jazzu také prvky hip hopu či R&B. Je autorem hudby k filmu Miles Ahead (2015).